# Szatmári rebbe

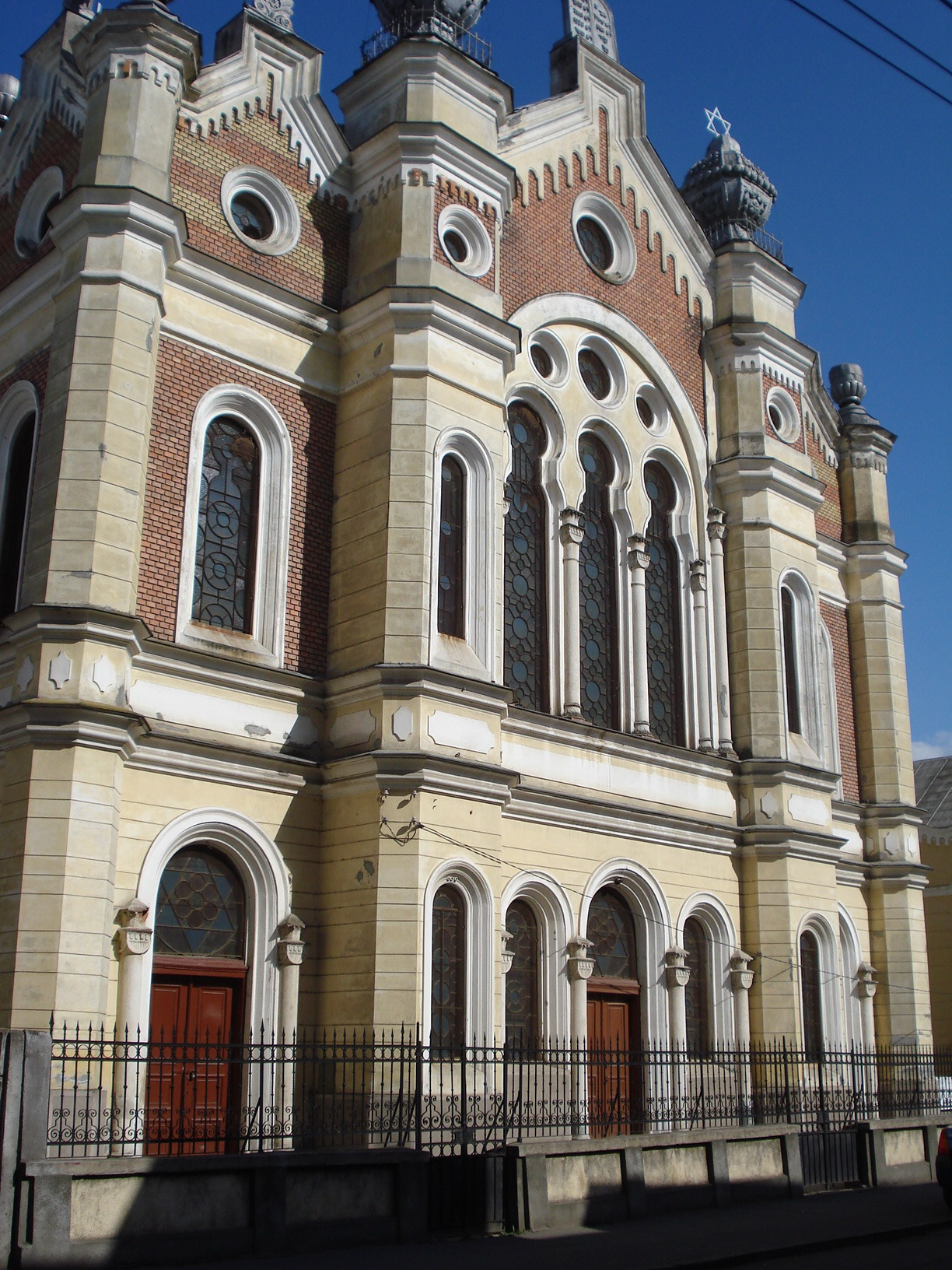
A Várdomb utcai zsinagóga (ortodox nagyzsinagóga) Szatmárnémetiben

A szatmári rebbe megnevezés a szatmári haszidizmus mindenkori vezetőjének (legfőbb vezető rabbijának) kijáró cím. A szatmári rebbe, Teitelbaum Mózes (korábbi szigeti rebbe) 1979-es szatmári rebbévé iktatása óta a Teitelbaum rabbidinasztia feje, legfontosabb (és általában rangidős) rabbija is egyben. Ezt megelőzően a szintén Teitelbaum szigeti rebbék hagyományosan jelentősebb pozíciót foglaltak el a máramarosi és partiumi haszidizmusban. A szatmári rebbe vezető szerepe, elsőbbsége a holokauszt után vált egyértelművé, miután Jehuda Jekusiel Teitelbaum szigeti rebbe meghalt, a holokausztot túlélő hívei pedig javarészt Teitelbaum Joel, az első szatmári rebbe irányzatához csatlakoztak. Joel rebbe halála után, Mózes rebbe beiktatásával a szatmári és szigeti haszidizmus végleg egyesült.

A szatmári rebbék valamennyien a dinasztiaalapító Teitelbaum Mózes újhelyi rebbe egyenes ági leszármazottai.

A holokauszt után, Teitelbaum Joel rabbi amerikai irányzatalapítása következtében a Szatmár haszid mozgalom vált a haszid zsidóság második legnépesebb (egyben egyik legjelentősebb) irányzatává, világszerte több mint 120 000 követővel. Az irányzat magába olvasztotta számos erdélyi, partiumi és máramarosi haszid irányzat követőit is, élén pedig a Teitelbaum rabbidinasztia tagjai állnak a mai napig. A rabbidinasztiát, a fenti körülmények folytán, Szatmár dinasztiának nevezik az irányzat mai követői.

## A cím története

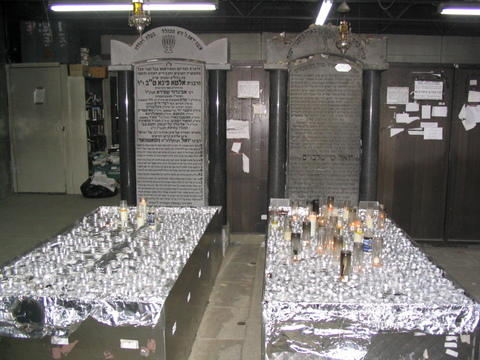
Teitelbaum Joel, az első szatmári rebbe és felesége, Alte Feiga Teitelbaum rebbecen sírja Kiryas Joelben (Joel városában)

Az első szatmári rebbe Teitelbaum Joel szatmárnémeti ortodox zsidó főrabbi volt. Noha a szatmári ortodox zsidóság körében korábban is jelen voltak a haszid irányzatok, egységes irányzatot nem alkottak.
Szatmárnémetiben számos haszid rabbinak volt imaháza, kisebb közössége (közülük Eliezer Fisch cádik volt az egyik leghíresebb csodarabbi), de ők általában más települések haszid irányzatait képviselték, és noha a szatmári ortodox főrabbik, Grünwald Juda óta általában többé-kevésbé kötődtek a haszidizmushoz, saját dinasztiát és haszid irányzatot nem tudtak alapítani, és nem sikerült haszidizálniuk Szatmárnémeti keményvonalas, hagyományos ortodox közösségét sem, mely polgári életet élt, és hagyományosan elzárkózott az olyan külsőségektől mint a pájesz vagy a haszid viselet (miközben markánsan ortodox közösség volt).
Teitelbaum Joel volt az első olyan haszid rabbi, akit követői egy különálló, sajátosan szatmári irányzat vezetőjeként kezdtek el tisztelni. Joel kalandos úton került a szatmári rabbiszékbe. Amikor Haim Tzvi Teitelbaum szigeti rebbe váratlanul elhunyt, örököse, Jehuda Jekutiel Teitelbaum még nem töltötte be a 12 életévét sem. A szokás szerint a rebbét az elsőszülött fia kellett volna kövesse, ám ő ehhez túl fiatal volt. Az elhunyt Haim Tzvi Teitelbaum rebbe édesanyja, a korábbi rebbe felesége még élt, és - érthető módon - nagy hatalma volt a hitközségben. Ő kedvencét, legkisebb fiát, Joel Teitelbaumot akarta a rebbeszékben látni, amiért minden tekintélyét és erejét latba vetette. Minden követ megmozgatott, hogy az elhunyt rebbét ne a 12 éves fia (az ő unokája), hanem legszeretettebb Joelje kövesse - de elutasították. A hitközség (amelyben Joel nagy tiszteletnek, ám nem túl nagy szeretetnek örvendett) ragaszkodott az örököshöz, Joelt pedig annak ellenére visszautasították, hogy az anya még precedenssel is példálózott (azzal érvelt, hogy 1880-ban meghalt harmadik rebbét, Jehuda Jekutielt sem az elsőszülött Mose Joszef követte, hanem a másodszülött Hanania Jom Tov).
A hitközség azonban "gyámot" rendelt az ifjú rebbe mellé, de ragaszkodott hozzá, hogy ő kövesse apját, a hagyományoknak megfelelően.
Az elutasítás hatására Joel és édesanyja olyannyira megsértődtek, hogy el is hagyták a várost (a közhit szerint Joel anyja sosem tért vissza, még látogatóba sem Szigetre), és végül Nagykárolyban találtak megürült rabbiszéket Joel számára, mivel időközben kassai rabbivá "lépett elő" a korábbi károlyi rabbi, Brach Saul.
Nagykárolyi évei után Joel Szatmárnémetibe került. Szatmárnémeti ekkor már a környék legnagyobb zsidóságát tömörítő, hatalmas (Máramarossziget, Nagyvárad és Kolozsvár mellett a negyedik nagy zsidó központként számontartott) vallási központ volt. Az izraeliták összlétszáma 1935-ben (a beiktatása utáni első évben) a népszámlálás szerint már 12 000. Jelentős részük volt ortodox vagy valamilyen haszid irányt követő zsidó, de ekkor már a status quo ante hitközség is gyönyörű (ma már sajnos nem álló) zsinagógával és népes közösséggel büszkélkedhetett. Aki megszerezte a szatmári ortodox főrabbi széket, az a város több mint 800 állandó férőhelyes ortodox nagyzsinagógájának, a "Nagy Templomnak", ahogy a helyi zsidók nevezték és a hozzá tartozó, 300 férőhelyes Talmud Tora imaháznak az irányítása mellett a hozzájuk tartozó intézmények (hitközség, nőegylet, iskola, jesiva) irányítását is a kezében tarthatta, továbbá hatalmas befolyással volt a város számos más imaházára és zsinagógájára. Ez a gyakorlati, valamint a tisztséggel járó szimbolikus szerep a város ortodox és haszid zsidóságának valódi vallási-szellemi vezetőjévé emelte a mindenkori főrabbikat.
Éppen ezért kemény hatalmi harcok folytak a tisztség megszerzéséért. A korábbi szatmári főrabbi, Grünwald Lázár Eliezer Dávid 1928-ban bekövetkezett halála után megüresedett pozícióra Teitelbaum Joelt szinte azonnal meghívta az ortodox zsidó hitközség, nagykárolyi rabbiként kifejtett tevékenysége hatására. A gyakorlatban azonban még hat évig várnia kellett erre, az elhúzódó hatalmi harcok miatt, melyekből azonban mégis ő került ki győztesen, így végül 1934-ben beiktathatták.
Mindezek értelmében 1934 óta beszélhetünk szatmári rebbékről.

A holokauszt fordulópontot jelentett a szatmári irányzat követői számára is. A hatalmas emberáldozattal járó példátlan történelmi tragédia sötét borzalmakat hozott a szatmári zsidóság számára, ugyanakkor a tragédia hatására az öntudatra ébredés időszaka következett.
Teitelbaum Joel, aki a Kasztner-vonaton menekült meg a holokauszt borzalmaitól, az Egyesült Államokban gyűjtötte egybe szatmári híveit, ezzel megalapítva a haszidizmus egyik legjelentősebb, máig létező irányzatát, melyhez számos, korábban nem szatmári haszid, sőt, korábban nem haszid szatmári és erdélyi zsidó is csatlakozott. A rebbe életében az irányzat olyan hatalmasra nőtt, hogy tagjai száma meghaladta a százezres létszámot is. A rebbe temetésén, melyre az általa alapított Kiryas Yoelben, "Joel Városában" került sor, százezer haszid vett részt. A rebbe volt az első, akit az általa alapított település temetőjében temettek el.

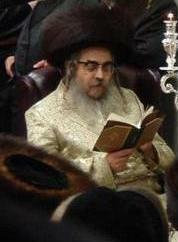
Teitelbaum Áron, harmadik (Kiryas Yoel-i) szatmári rebbe Hanuka ünnepen a Kiryas Joel-i zsinagógában

Joel halála után megindult a vita az öröklésről, amely kisebb szakadáshoz (haszid skizmához) is vezetett. A szakadás oka ezúttal is egy rebbecen volt: Joel özvegye, Alte Feiga Teitelbaum. 

A fiúörökös nélkül elhunyt rebbe özvegye az egyik vejét támogatta a rebbeszékért folytatott küzdelemben. Az irányzat fontos rabbijai és elöljárói azonban ragaszkodtak ahhoz, hogy egy Teitelbaum legyen az új rebbe. 

Végül Teitelbaum Mózesre esett a választás, akinek rebbévé iktatása hívők újabb ezreit fűzte még szorosabb szálakkal az irányzathoz: mindazokat, akik korábban szigeti rebbeként követték és tisztelték Mózes rebbét. Az irányzat egy kis csoportja elhagyta a szatmári haszidizmust, nem ismerve el Mózes rebbét. Ők, élükön az özvegy rebbecennel, új irányzatocskát alakítottak. A máig létező csoportot a szatmári haszidok gúnyosan a rebbecen haszidjainak vagy misgadnimnak (tagadóknak) nevezik.

Teitelbaum Mózes folytatta elődje teológiáját és egyházpolitikáját, az általa meghirdetett úton, a júdaista anticionizmus vonalán haladva tovább. Vezetése alatt az irányzat tovább bővült és meghatározó jelentőségűvé vált a zsidó ortodoxiában. Ugyanakkor Mózes rebbe lett az oka - akaratlanul is - a Szatmár haszidizmuson belüli második, immár sokkal nagyobb és végleges szakadáshoz is. Kétértelmű végrendelkezése folytán, melynek idős kora (és az ezzel járó szenilitás) is oka lehetett, első és harmadik fia egyaránt rebbévé avattatta magát. Az örökösödési vitát számos incidens, sőt több, tettlegességig fajuló konfliktus övezte. A konfliktust egyetlen Bét Din, zsidó vallási bíróság sem tudta megnyugtatóan rendezni (különböző testületek egymásnak ellentmondó döntéseket hoztak, ami csak még tovább mélyítette a két tábor között húzódó árkot). Mindezek következtében az irányzat végleg kettészakadt. A két rebbét két nagyjából egyforma nagyságú tábor követi, és mindkettejüknek vannak fiúörököseik. A fenti körülmények folytán az irányzat szakadása véglegesnek tűnik, ily módon pedig 1999 óta két szatmári rebbéről beszélhetünk (a Kiryas Yoel-i és a williamsburgi rebbéről).

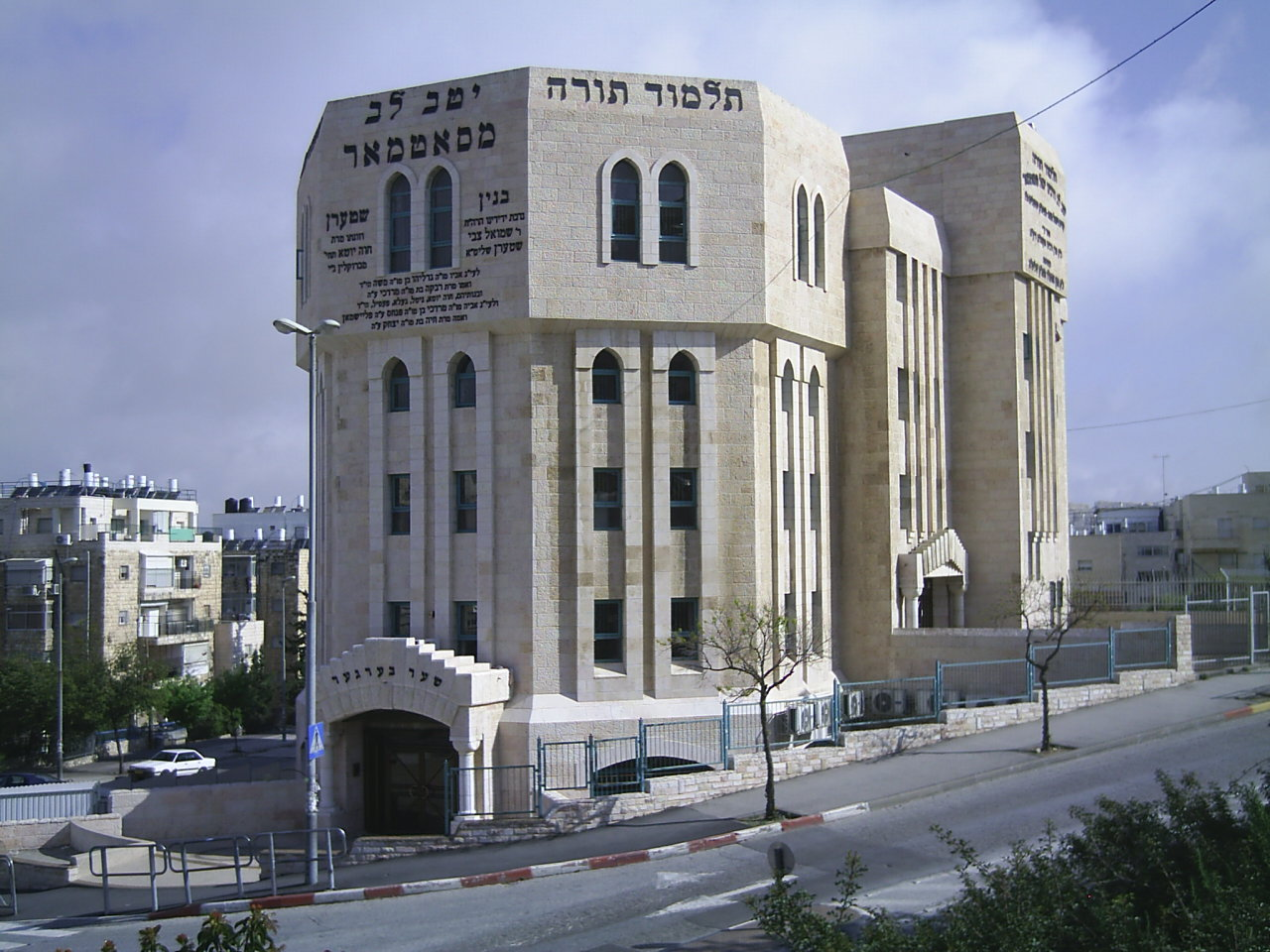
Szatmári Súl és Jesiva Jeruzsálemben

Mindkét rabbi hatalmas tömegeket tart kezében: az idősebb fiú, a hagyomány szerinti örökös Aaron Teitelbaum rebbe a második és harmadik legnagyobb Szatmár haszid közösséget és a hozzájuk tartozó kisközösségeket (ezzel ő uralja a nagyobb tábort, még ha ez nagyságrendileg nem is sokkal jelentősebb öccse támogatóinál), köztük a Teitelbaum Joel alapította Kiryas Joel (illetve Kiryas Yoel – jelentése: Joel Városa) várost, illetve a harmadik fiú, Jekusiel Jehuda (Zalman Leib) Teitelbaum rebbe, aki a legnagyobb Szatmár haszid közösség élén áll Williamsburgben, de őt támogatja a jeruzsálemiek egy része, számos kis közösség és a „rebbecen haszidjai” egy része is, akiket ők „A rejtőzködő szerelem” népének hív.
A két rebbe tehát:
- Aaron Teitelbaum, jelenlegi szatmári rebbe (1949- ), Kiryas Joel székhellyel, Teitelbaum Mózes (Szatmár) legidősebb fia. A vizhnitzei dinasztia rebbéjének, Moshe Yehoshua Hagernek a veje.
- Jekusiel Jehuda (Zalman Leib) Teitelbaum (1952- ), jelenlegi szatmári rebbe, Williamsburg székhellyel, Teitelbaum Mózes (Szatmár) harmadik fia.

A szakadás következtében kialakult helyzetet csak tovább bonyolítja, hogy a két fiú apjától elvileg a szigeti rebbe címet is megörökölte. Ennek következtében jelenleg nemcsak két szatmári, de egyben két szigeti irányzat is létezik párhuzamosan, egymást el nem ismerve.

## Szatmári rebbék
- Teitelbaum Joel szatmári rebbe (1934-1979)
- Teitelbaum Mózes szatmári (és szigeti) rebbe (1979-2006)
- Aaron Teitelbaum Kiryas Yoeli-i szatmári (és szigeti) rebbe (2006-)
- Zalman Teitelbaum williamsburgi szatmári (és szigeti) rebbe (2006-)

## A szatmári rebbék teljes családfája
- 1.Teitelbaum Mózes(I.) sátoraljaújhelyi rebbe (1759-1841).
  - 2. fia, Eliezer Nissan Teitelbaum drubitschi rebbe (1786-1854)
    - 3. fia, Jekusiel Jehuda Teitelbaum(I.) szigeti rebbe (1808-1883).
      - 4. fia, Hananjah Jom Tov Lipa Teitelbaum szigeti rebbe (1836-1904)
        - 5. Haim Tzvi Teitelbaum szigeti rebbe (1884-1926), Hananjah Yom Tov Lipa Teitelbaum idősebb fia.
        - 5. Joel Teitelbaum (1887-1979), szatmári rebbe Hananjah Yom Tov Lipa Teitelbaum legkisebb fia.
          - 6. Jekusiel Jehuda Teitelbaum(II.) szigeti rebbe (1911-1944), Haim Tzvi Teitelbaum fia, Joel Teitelbam veje. Szatmári haszidok imalepelben Brooklynban

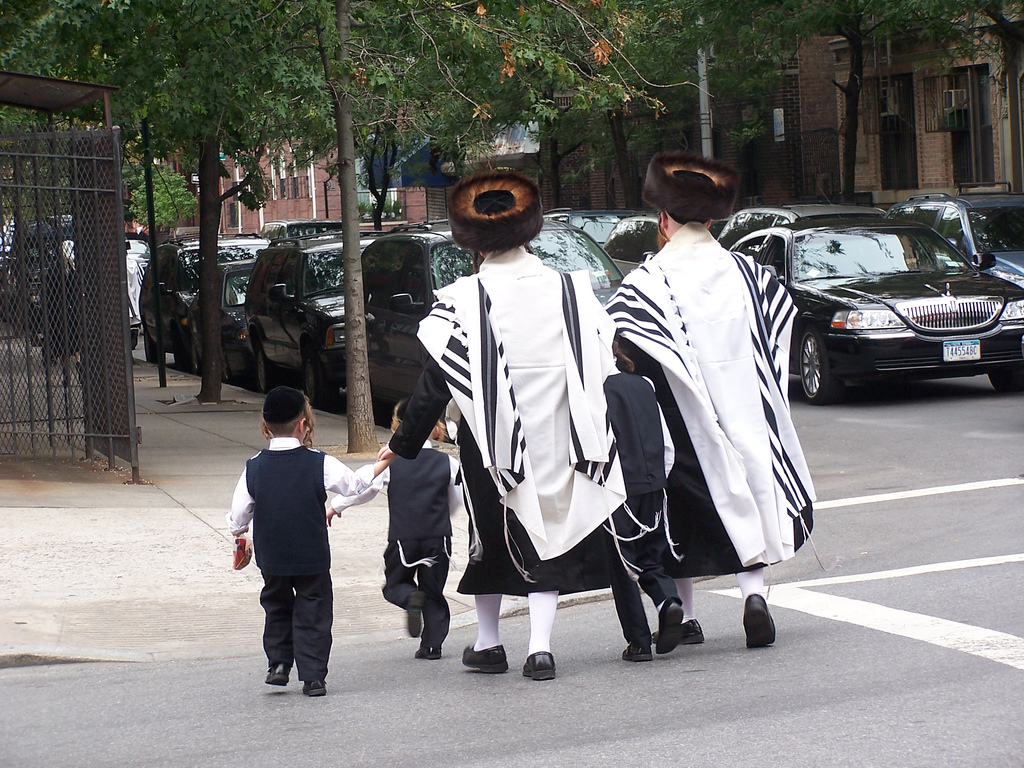
Szatmári haszidok imalepelben Brooklynban

          - 6. Teitelbaum Mózes (Szatmár)(II.) (1914-2006), szatmári rebbe, Haim Tzvi Teitelbaum fia.
            - 7. Aaron Teitelbaum, jelenlegi szatmári rebbe (1949- ), Kiryas Joel székhellyel, Teitelbaum Mózes (Szatmár) legidősebb fia. A vizhnitzei dinasztia rebbéjének, Moshe Yehoshua Hagernek a veje.
              - 8. Menachem Mendel Teitelbaum rabbi, az Aaron Teitelbaum rebbéhez tartozó kisebb williamsburgi Szatmár haszid közösség rabbija, korábban az antwerpeni Szatmár haszid hitközség rabbija. Aaron Teitelbaum rebbe idősebb fia.
              - 8. Haim Tzvi Hirsh Teitelbaum rabbi, a williamsburgi „Sziget zsinagóga” rabbija, Aaron Teitelbaum rebbe kisebbik fia.

            - 7. Hananjah Yom Tov Lipa Teitelbaum, Teitelbaum Mózes (Szatmár) második fia, a Szatmár haszid „Zentai Berach Mose” hétvégi sül elnöke Williamsburgben, „zentai rebbe”.
            - 7. Jekusiel Jehuda (Zalman Leib) Teitelbaum (1952- ), jelenlegi szatmári rebbe, Williamsburg székhellyel, Teitelbaum Mózes (Szatmár) harmadik fia.
              - 8. Rabbi Haim Tzvi Teitelbaum, a jeruzsálemi Szatmár haszid hitközség rabbija, Jekusiel Jehuda (Zalman Leib) Teitelbaum rebbe nagyobbik fia.
              - 8. Jákob Dov Ber Teitelbaum rabbi, a Boro Park-i „Sziget zsinagóga” rabbija. Jekusiel Jehuda (Zalman Leib) Teitelbaum rebbe kisebbik fia.

            - 7. Shulom Eliezer Teitelbaum rabbi, egy kis Szatmár haszid zsinagóga rabbija Boro Parkban (15. utca), Teitelbaum Mózes (Szatmár) rebbe negyedik, egyben legkisebb fia. Közössége idősebb bátyjához, Aaron Teitelbaum rebbéhez tartozik, őt ismeri el szatmári rebbének.
            - 7. Dávid Dov Berish Meisels rabbi, a legfőbb Boro Park-i sül vezetője, Teitelbaum Mózes (Szatmár) veje. Aaron Teitelbaum rebbét ismeri el.
              - 8. Haim Tzvi Meisels rabbi, az Aaron Teitelbaum rebbét követő Bnei Brak-i hitközség vezetője, Dávid Dov Berish Meisels rabbi fia.
              - 8. Mordechai Aharon Meisels rabbi, az Ichud HaTalmidim D'Satmar hitközség rabbija, közkedvelt mohél (körülmetélő) Williamsburgben. Aaron rebbét ismeri el.

            - 7. Dávid Meisels rabbi, Szatmár haszid vezető a kanadai Montreálban. Teitelbaum Mózes (Szatmár) veje.
            - 7. Haim Joshua Halberstam rabbi, K'hal Va'Yoel Moshe Szatmár rabbija Monsey-ben. Teitelbaum Mózes (Szatmár) rebbe veje.

### Internetes források

#### Magyar nyelven
- Szatmári hasszidizmus
- Ökölharc a csodarabbi cím utódlásáért Népszabadság Online, 2006. április 27.

#### Angol nyelven
- Az All Experts internetes enciklopédia szócikke Zalman rebbéről[halott link]
- What is Satmar Chasidism?
- Ruling Leaves Younger Son in Control of Hasidic Sect
- A Tale of Two Rebbes